# Wiartsila
Wiartsila (ros. Вяртсиля; fiń. Värtsilä) – osiedle typu miejskiego w północno-zachodniej Rosji, w Republice Karelii, w rejonie sortawalskim. W 2005 roku liczyło ok. 3,1 tys. mieszkańców, głównie Rosjan.
Znajduje się tu stacja kolejowa Wiartsila, będąca jedną z czterech rosyjskich stacji granicznych na granicy z Finlandią oraz drogowe przejście graniczne Niirala-Wiartsila.